# 林健东
林健东（1960年2月—），男，中华人民共和国政治人物。

## 生平
1977年10月参加工作。1983年12月加入中国共产党。曾任云和县副县长，龙泉市市长，中共丽水市委副秘书长，2012年4月任丽水市人民政府副市长，2014年4月起任丽水市委常委、莲都区委书记。2015年4月担任中共嘉兴市委副书记、代市长。同年9月正式当选为嘉兴市市长。2016年3月调任浙江省农业厅厅长、党组书记。